# 刘翔

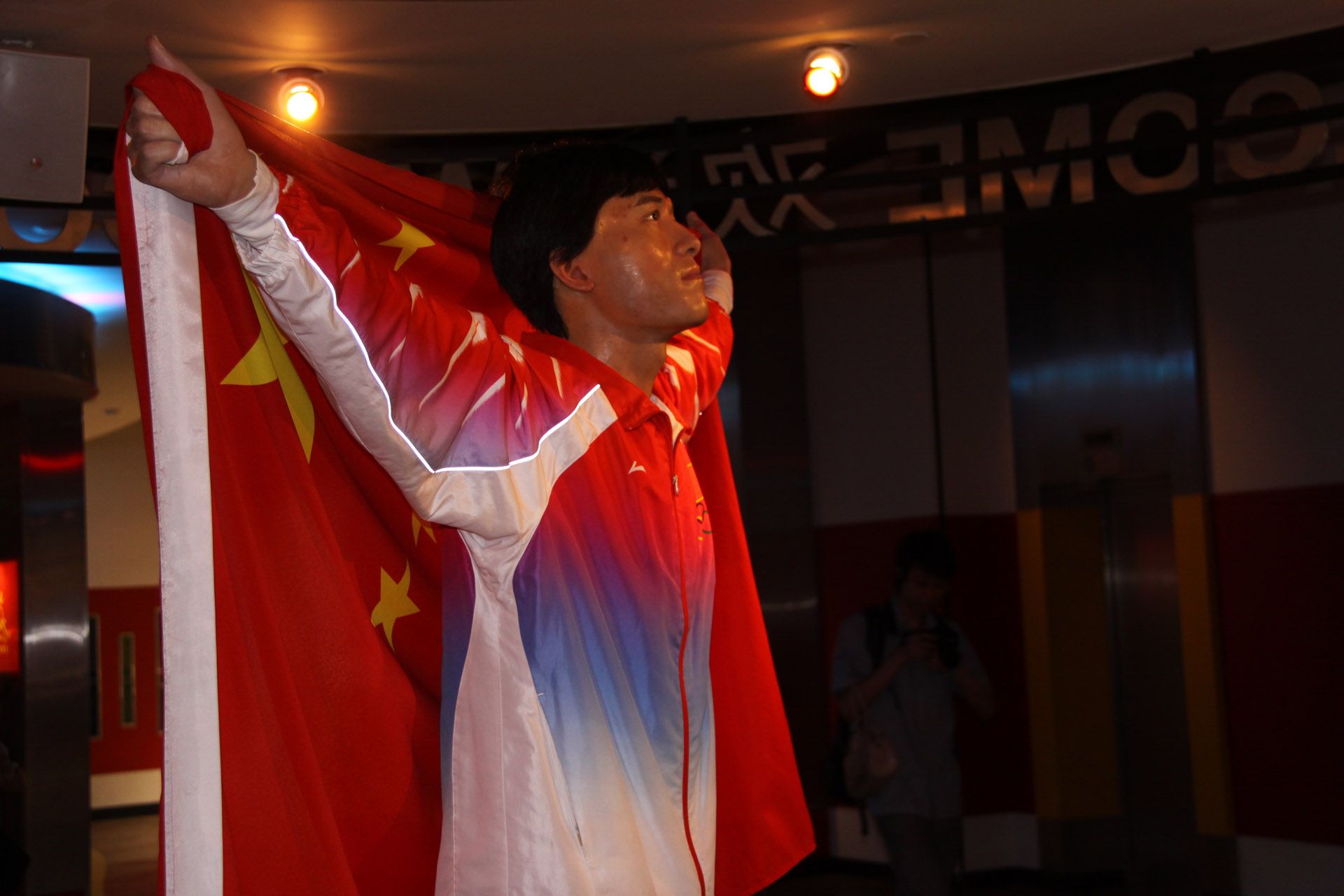
上海杜莎夫人蜡像馆展出的刘翔个人蜡像

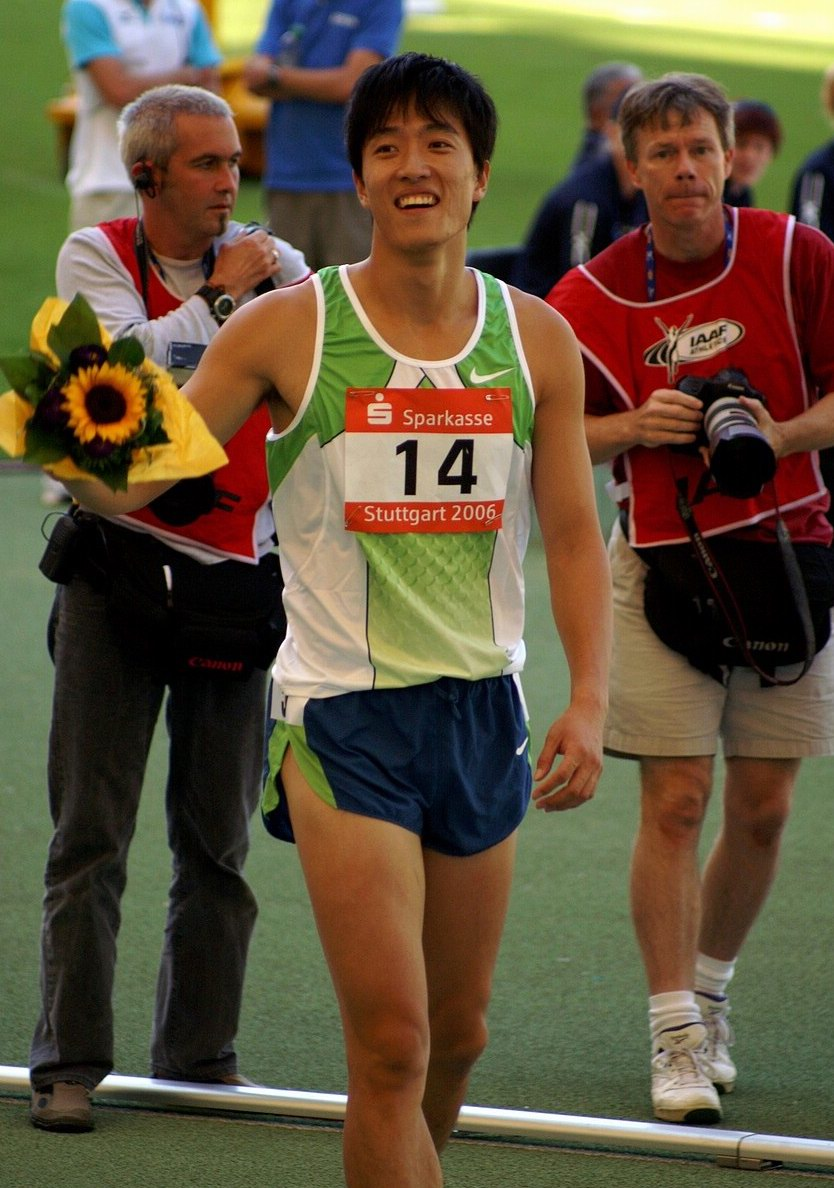
2006年世界田徑總決賽，劉翔獲110公尺跨欄第一

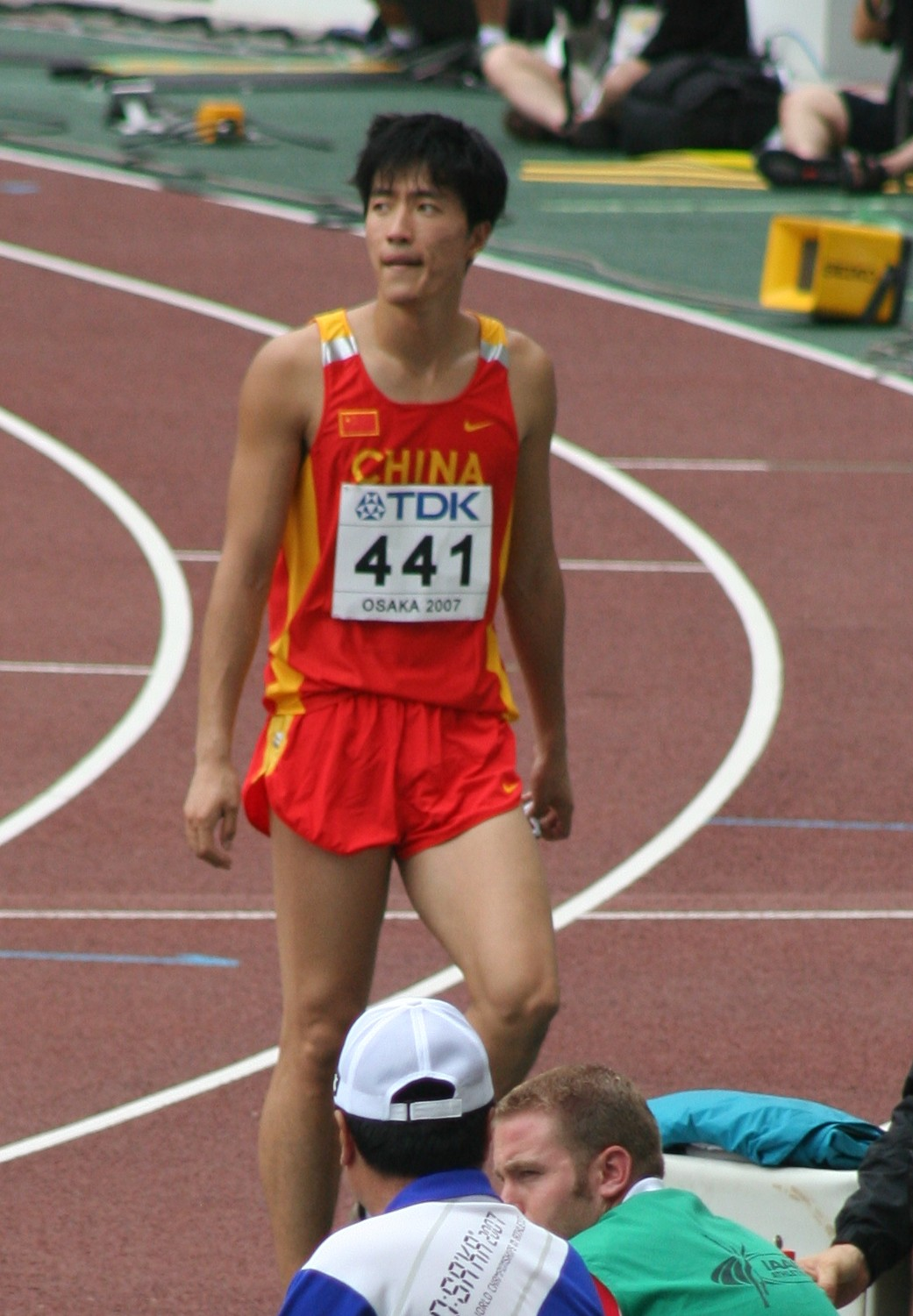
2007年世界田徑錦標賽

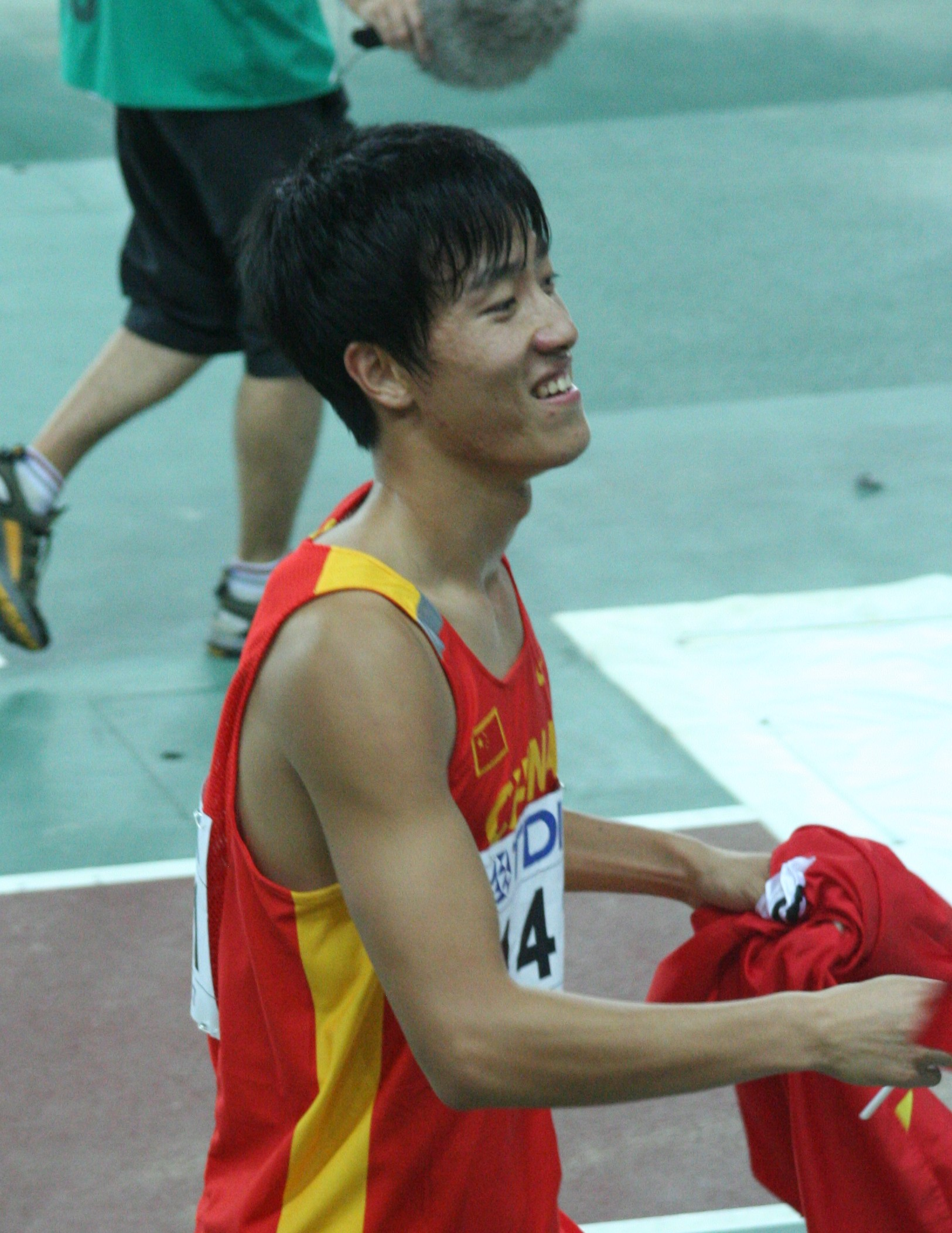
2007年世界田徑錦標賽110公尺跨欄決賽，劉翔獲第一名

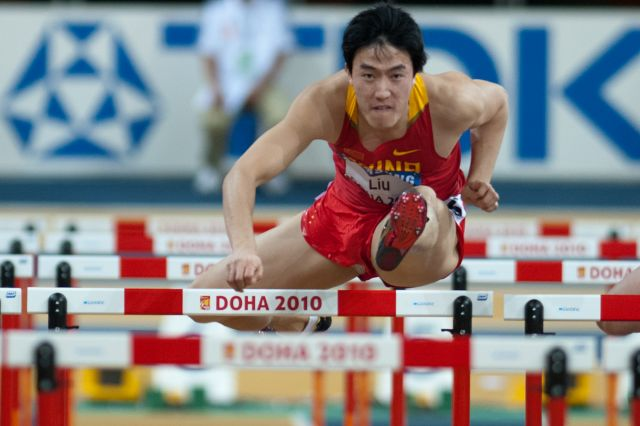
2010年世界室內田徑錦標賽60公尺跨欄

刘翔（1983年7月13日—），男，生於上海，祖籍江苏盐城大丰草堰镇西河村，中国田径运动员，曾获一枚奥运会金牌、六枚世锦赛奖牌和三枚亚运会金牌，是两次世界冠军，曾保持110米栏世界纪录长达23个月，且迄今仍保持着该项目的奥运会记录。他是110米栏项目历史上首位同时集奥运会冠军、世锦赛冠军、世界纪录保持者于一身的大满贯选手，是中国田径史上继王军霞后第二位大满贯选手，也是中国全运会史上首位实现三连冠的田径运动员。在其运动生涯巅峰期，刘翔是中国商业价值最高的运动员之一，有“飞人”、“跨栏王”的美誉。
刘翔是第十一届、十二届全国政协委员、中国共产党党员及上海市体育局团委副书记。毕业于华东师范大学。
2015年4月7日，刘翔通过多个媒体渠道宣布退役。

## 田徑生涯
刘翔七岁被所就讀的上海市管弄小学的校田径队教练仲锁贵发掘，选进校田径队。1993年，刘翔被顾宝刚选入上海市普陀区少体校，主练跳高、辅练100米短跑等，开始了职业运动生涯。1995年，在一次市内的一百米短跑赛中，他被上海体育运动技术学院田径队二线队教练方水泉看中，调他转去学习一百米跨栏。然而他的成绩却不甚理想。按照惯例，表现不理想的学生，要回到普通学校学习。1997年，劉翔轉入上海市宜川中學。1998年2月，刘翔一家搬到了上海市普陀区海棠苑46号502室居住。1999年，在孙海平的全力争取下，刘翔才回到了上海体育运动技术学院练习跨栏，并进一线队伍，这才开始刘翔的职业生涯。

### 奥运冠军
2002年，刘翔在国际田联大奖赛中以13.12秒打破了110米栏世界青年纪录及亚洲纪录。同年， 釜山亚运会中他以13.27秒的成绩夺得金牌。次年，他在世界田径锦标赛男子110米栏中获得铜牌。
2004年8月27日，在雅典奥运会男子110米栏项目的决赛中，刘翔完美地表现了自己的技术，以接近三米的优势率先冲过终点，最终以12.91秒的成绩夺得金牌，打破了奥运会记录，并追平了科林·杰克逊在1993年创造并保持11年的世界纪录，为中国夺得了首面男子田径奥运会金牌。
赛后，中国体育代表团团长袁伟民评价这块金牌为中国代表团在雅典奥运会上夺得「含金量最重」的金牌，刘翔也因此成為了该届奥运会闭幕典礼中国的持旗手。
2005年，刘翔成為全国运动会上海队的持旗手、东亚运动会中国队的持旗手。2006年，刘翔夺得中国中央电视台主办的“CCTV体坛风云人物”评选活动颁奖盛典的年度最佳运动员奖，并在中国民众心中成为与姚明齐名的明星运动员。

### 打破世界纪录
2006年7月11日，刘翔在国际田联超级大奖赛洛桑站男子110米跨栏决赛中，以12秒88打破了已封尘13年之久的世界纪录。比赛中，刘翔起跑一开始就已经一马当先，直至撞线的最后一步一直领先。刘翔赛后表示自己没想过会把世界纪录打破。美国名将阿诺德亦在该次比赛中跑出12秒90破原有世界纪录的成绩。而古巴选手戴龙·罗伯斯则在这次比赛中跑出13秒04的成绩，是他当时最佳的成绩。
2007年8月31日，刘翔在大阪世界田径锦标赛男子110米跨栏决赛上克服了被分在第9跑道的不利因素，凭借强劲的实力外加个人良好的心理素质最终以12秒95的成绩获得冠军，成为将该项目的奥运冠军、世界冠军。
2008年3月9日，在西班牙瓦伦西亚举行的第12届世界室内田径锦标赛60米栏决赛中，刘翔以7秒46夺得冠军。这是刘翔的第一个个人室内赛世界冠军头衔，也是中国室内田径世锦赛历史上的首枚男子金牌。

### 北京奥运会因伤退赛
2008年北京奥运会男子110米栏第一轮比赛於2008年8月18日上午进行，刘翔被分配在第六组第二道出发。但由于伤势复发，刘翔最后临场退出比赛，卫冕失败。该项目的金牌最终由戴龙·罗伯斯夺得。
刘翔曾表示：「如果我不是万不得已，我不会做出退出的决定。」
刘翔在接受中央电视台採访时表示：「我是不会轻易言败的，这是我的性格。我知道我有实力，只要我的脚好了，因為我现在觉得各方面都很好，就是这个脚不行，也不说什麼吧，我觉得总有一天我会好起来的。我觉得太多人為我操心，有这麼多人来关心我，来支持我。我感觉我非常抱歉，因為我也是实在没办法了，做準备活动的时候，我就觉得我的脚不行了。但是今天，我也不知道怎麼搞的，怎麼会这样，我也不想这样，实在是受不了。如果挺下来的话，说不定我的跟腱……真的挺不下来了！我也想顶下来，所以说，那个时候真的是无法形容。」

### 复出
教练孙海平在2008年9月19日表示，有两种治疗刘翔伤势的方案：一个是保守治疗，另一个是动手术。现在倾向选择採用保守治疗的办法，目前刘翔的伤已经康复了七八成，跑到13秒内都没有问题，预计刘翔可於2009年6月复出。其后，刘翔於2009年9月10日在国家田径队内的测试赛跑出13秒70的成绩，反映出刘翔的伤患已大致恢复，同日，官方宣佈刘翔会於9月20日举行的上海国际田径黄金大奖赛正式复出。比赛的结果是刘翔与特拉梅尔均跑出了13秒15，后来通过电子仪器辨别，显示为特拉梅尔有效部位先过终点，至此刘翔获得亚军。
2009年10月24日晚，在十一运会110米栏预赛上，刘翔以13秒75小组第二晋级；10月25日晚的决赛中，刘翔以13秒34夺冠，也是他自伤癒复出后的首个冠军。这也使他成为首个全运会三连冠的选手。其后，他於广州举行的亚洲田径锦标赛中以13秒51完成赛事，继全运会后再度成為三连冠。在12月11日香港东亚运动会的男子110米跨栏决赛中以13秒66的成绩获得冠军。
2011年8月29日晚，在第13届世界田径锦标赛110米栏决赛中，刘翔因为对手戴龙·罗伯斯的干扰，仅以13秒27的成绩获得铜牌，戴龙·罗伯斯以13秒14获得冠军，亚军是美国的杰森·理查德森，成绩为13秒16。不过随后中国代表团进行申诉，国际田联取消了戴龙·罗伯斯的成绩，杰森·理查德森因此获得冠军，刘翔的铜牌也变为银牌，原来的第四名英国的安德鲁·特纳则递补为季军，成绩是13秒44。
2012年5月19日晚，在国际田联钻石联赛上海站110米栏决赛中，刘翔以12.97秒获得冠军，同时创造了当时的当年世界最好成绩。
2012年6月3日，在国际田联钻石联赛尤金站110米栏决赛中，刘翔以12.87秒夺冠军，因风速超过标准，记录不被承认。

### 2012伦敦奥运
2012年8月7日，2012年夏季奥林匹克运动会男子田径比赛110公尺跨栏预赛第六组，刘翔在第一栏意外摔倒，未能进入準决赛。赛后被诊断為跟腱断裂。
刘翔在比赛前一直受到伤患问题的困扰，情况反复。在进驻奥运村后，刘翔曾接受中国代表团医生的会诊和治疗，并放弃了原来计划的训练，改以休息和治疗 。

### 伤患困扰
教练孙海平表示，刘翔主要有两处的伤患，一是在大腿，二是在脚跟。大腿是2008年上半年受伤的，经过治疗后，已经康复。另一问题在脚跟处，是旧患，在雅典奥运会前，就已经伤了，情况一直反复。每当进行高强度训练后，他就会感到疼痛。核磁共振结果显示，他的伤实际上是附著在跟骨及跟腱的末梢有问题。刘翔两个脚跟骨比一般人突出，容易磨损，形成一个泡，挑破以后，又形成硬茧。

在2005年底，刘翔曾不慎扭伤了脚。经过几个月的休养后，就在2006年7月打破了世界纪录，创下了12秒88的好成绩。
2008年5月，刘翔再次弄伤跟腱。可是，这次受伤并不严重，但出於安全的原因，所以孙海平决定让刘翔退出2008年纽约大奖赛。而几天后的尤金大奖赛中，刘翔则因偷步被罚出场，之后就没有参加过任何正式的比赛。
刘翔回到北京，接受治疗。经过2个月的休养，刘翔的状况越来越好。但在北京奥运会前，刘翔於8月16日的训练中，伤势突然加重。每当刘翔训练用力后，便有强烈的酸痛，最终导致其再一次因伤退出。

### 商业生涯
2003年崭露头角的他开始积极参与各类商业活动，首年年收入即达到160万元人民币。其后在2004年夺得雅典奥运会冠军之后，其收入一路攀升，在2007年顶峰时，签了14个代言，年收入达到了惊人的1.6亿元人民币，并藉此跻身福布斯中国名人榜三甲。有人统计，在刘翔出道11年生涯中，在商业活动上总共收入逾5亿元人民币。

### 正式退役
2015年4月上旬，中国国内传出刘翔准备宣布退役消息，而刘翔的恩师孙海平亦确认了刘翔退役的意向。4月7日，刘翔在个人微博中发表题為「我的跑道！我的栏！」的文章，宣佈结束19年的跨栏运动生涯，并发表退役感言。刘翔在文中提到在退役后会完成剩餘的学业以充实自己，并做一些对中国青少年体育发展和提升国人健康体质有利的事，竭力推动和促进中国田径在国际舞台上的影响力。刘翔亦在媒体专访中回应退役去向，表示在退役后不会担任教练和官员。
在刘翔宣布退役后的4月8日，上海市市长杨雄向刘翔颁发上海市人民政府奖状，杨雄称刘翔是“上海的骄傲，中国的骄傲”。

### 解说
刘翔在北京举办的2015年世界田径锦标赛上参与了中国中央电视台赛事解说工作。

## 國際大型運動賽會
| 年   | 賽事                  | 舉辦城市               | 名次  | 項目                     | 記錄                              |
| ---- | --------------------- | ---------------------- | ----- | ------------------------ | --------------------------------- |
| 2000 | 世界青年田徑錦標賽    | 智利聖地牙哥           | 第4名 | 110公尺跨欄（106.7公分） | 13.87秒                           |
| 2001 | 東亞運動會            | 日本大阪府大阪市       | 金牌  | 110公尺跨欄（106.7公分） | 13.42秒                           |
| 2001 | 世界田徑錦標賽        | 加拿大亞伯達省艾德蒙吞 | 4sf3  | 110公尺跨欄（106.7公分） | 13.51秒                           |
| 2001 | 夏季世界大學生運動會  | 中国北京市             | 金牌  | 110公尺跨欄（106.7公分） | 13.33秒                           |
| 2002 | 亞洲田徑錦標賽        | 斯里蘭卡可倫坡         | 金牌  | 110公尺跨欄（106.7公分） | 13.56秒                           |
| 2002 | IAAF World Cup        | 西班牙馬德里           | f     | 110公尺跨欄（106.7公分） | Did Not Finish                    |
| 2002 | 亞洲運動會            | 釜山廣域市             | 金牌  | 110公尺跨欄（106.7公分） | 13.27秒                           |
| 2003 | 世界室內田徑錦標賽    | 英国 英格兰伯明罕      | 銅牌  | 60公尺跨欄（106.7公分）  | 7.52秒                            |
| 2003 | 世界田徑錦標賽        | 法國巴黎               | 銅牌  | 110公尺跨欄（106.7公分） | 13.23秒                           |
| 2003 | World Athletics Final | 摩納哥丰維耶           | 第4名 | 110公尺跨欄（106.7公分） | 13.27秒                           |
| 2004 | 世界室內田徑錦標賽    | 匈牙利布達佩斯         | 銀牌  | 60公尺跨欄（106.7公分）  | 7.43秒（Season Best）             |
| 2004 | 夏季奧林匹克運動會    | 希腊雅典               | 金牌  | 110公尺跨欄（106.7公分） | 12.91秒（夏季奧林匹克運動會紀錄） |
| 2005 | 世界田徑錦標賽        | 芬兰赫爾辛基           | 銀牌  | 110公尺跨欄（106.7公分） | 13.08秒                           |
| 2005 | 亞洲田徑錦標賽        | 仁川廣域市             | 金牌  | 110公尺跨欄（106.7公分） | 13.30秒                           |
| 2005 | 東亞運動會            | 中國澳門               | 金牌  | 110公尺跨欄（106.7公分） | 13.21秒（東亞運動會紀錄）         |
| 2006 | World Athletics Final | 德国斯圖加特           | 金牌  | 110公尺跨欄（106.7公分） | 12.93秒                           |
| 2006 | IAAF World Cup        | 希腊雅典               | 銀牌  | 110公尺跨欄（106.7公分） | 13.03秒                           |
| 2006 | 亞洲運動會            | 杜哈                   | 金牌  | 110公尺跨欄（106.7公分） | 13.15秒                           |
| 2007 | 世界田徑錦標賽        | 日本大阪府大阪市       | 金牌  | 110公尺跨欄（106.7公分） | 12.95秒                           |
| 2008 | 世界室內田徑錦標賽    | 西班牙巴倫西亞自治區   | 金牌  | 60公尺跨欄（106.7公分）  | 7.46秒（Season Best）             |
| 2008 | 夏季奧林匹克運動會    | 中国北京市             | h6    | 110公尺跨欄（106.7公分） | Did Not Start                     |
| 2009 | 亞洲田徑錦標賽        | 中国廣東省廣州市       | 金牌  | 110公尺跨欄（106.7公分） | 13.50秒                           |
| 2009 | 東亞運動會            | 中國香港               | 金牌  | 110公尺跨欄（106.7公分） | 13.66秒                           |
| 2010 | 世界室內田徑錦標賽    | 杜哈                   | 第6名 | 60公尺跨欄（106.7公分）  | 7.65秒（Season Best）             |
| 2010 | 亞洲運動會            | 中国廣東省廣州市       | 金牌  | 110公尺跨欄（106.7公分） | 13.09秒（亞洲運動會紀錄）         |
| 2011 | 亞洲田徑錦標賽        | 日本兵庫縣神戶市       | 金牌  | 110公尺跨欄（106.7公分） | 13.22秒                           |
| 2011 | 世界田徑錦標賽        | 大邱廣域市             | 銀牌  | 110公尺跨欄（106.7公分） | 13.27秒                           |
| 2012 | 世界室內田徑錦標賽    | 土耳其伊斯坦堡         | 銀牌  | 60公尺跨欄（106.7公分）  | 7.49秒                            |
| 2012 | 夏季奧林匹克運動會    | 英国 英格兰倫敦        | h6    | 110公尺跨欄（106.7公分） | Did Not Finish                    |

## 統計
| 成績                    | 風速（m/s） | 反應時間 | 日期          | 地點                     | 地面條件（溼度，溫度，天氣狀況） |
| ----------------------- | ----------- | -------- | ------------- | ------------------------ | -------------------------------- |
| 12.88秒                 | +1.1        |          | 2006年7月11日 | 瑞士洛桑                 |                                  |
| 12.91秒                 | +0.3        | 0.139秒  | 2004年8月27日 | 希腊雅典                 |                                  |
| 12.92秒                 | +1.5        |          | 2007年6月2日  | 美国紐約州               |                                  |
| 12.93秒                 | -0.6        | 0.108秒  | 2006年9月9日  | 德国斯圖加特             | 42%，21℃                         |
| 12.95秒                 | +1.7        | 0.161秒  | 2007年8月31日 | 日本大阪府大阪市東住吉區 | 62%，27℃                         |
| 12.97秒                 | +0.4        | 0.160秒  | 2012年5月19日 | 中国上海市徐匯區         | 70%，17℃，Rain                   |
| 13.00秒                 | +1.8        | 0.127秒  | 2011年6月4日  | 美国俄勒岡州雷恩郡尤金   | 57%，19℃，Sunny                  |
| 13.01秒                 | 0.0         |          | 2007年7月10日 | 瑞士洛桑                 |                                  |
| 13.03秒                 | +0.4        |          | 2006年9月17日 | 希腊雅典                 |                                  |
| 13.05秒                 | +1.1        |          | 2005年7月5日  | 瑞士洛桑                 |                                  |
| 平均約12.964780622689秒 |             |          |               |                          |                                  |

## 感情生活
虽然媒体经常揣测刘翔可能有女友，不过在2012年2月22日，刘翔的父亲亲自面对媒体来拆穿谣言，他说：“他除了训练就是比赛，目前真的没有女友。”
2008年3月，戴龙·罗伯斯通过媒体向刘翔提出建议找一个女友，既能够舒缓压力又能够补充动力，“我什么都没有，但我有一样是刘翔没有的，就是我有女朋友，哈哈，他不交女朋友，整天训练，他简直疯了。如果他有女朋友，为了把胜利献给她，也许能跑到12秒6！ ”
2008年北京奥运会上，戴龙·罗伯斯再次当面劝说刘翔去找一个女友，“如果换作是我，我会去找个女朋友或者找个心爱的人结婚，刘翔应该去找个女朋友了，人生并不只有跑道和栏架。”
2014年9月9日，刘翔在微博公布照片，他在9月结婚，妻子为演员葛天。
2015年5月22日，据上海东方卫视娱乐新闻节目《新娱乐在线》报导，刘翔和葛天的婚姻出现危机。据知情人士爆料，两人或许已经离婚，而导致两人婚姻危机的主要原因是性格相差太大，没有完全融合。
2015年6月25日，刘翔本人於腾讯微博承认因為性格不合，已与葛天离婚。
2016年1月9日，刘翔在个人微博上晒出了一张手指用红线连接的图片，并且@女子撑竿跳运动员吴莎，确认了两人的恋情，这是刘翔第二次公布恋情。9月15日，刘翔在微博上晒出与吴莎十指紧扣面朝大海的照片。他此前在真人秀中承认已与吴莎结婚。

## 评价
- 人民网报道「刘翔身高1.88米、体重78公斤，身材好，爆发力强，绝对速度快，是近年来难得的男子跨栏选手。」[36]
- 刘翔为祖籍江苏的上海人，因而也被上海部分媒体和市民戏称为“上海的速度”，另一位上海籍的体育名人姚明则被称为“上海的高度”。[37]
- 刘翔连续在两次奥运会退赛引起了众多网友的不满，尽管教练、本人、媒体均声明是因伤退赛，他还是在网友中落得了“刘跑跑”的称号[38]，甚至在讨论到其英文名时，更戏称其名 Xiang LIU 谐音“想溜”[39]。
- 2010年教师节，刘翔在微博上用粗口骂自己的老师，引发轰动。据报道，刘翔曾在比赛中讲粗口， 更将师妹称为“恐龙” 。[40]
- 2015年在西班牙拉科鲁尼亚举行的国际田联竞走挑战赛中，中国名将刘虹获得女子20公里竞走冠军，并打破世界纪录，她在采访中表示“我们这代田径运动员的成长都是要感激刘翔，因为他的出现，我们开始相信自己是可以站上田径赛场最高领奖台的，是可以打破纪录的。”[41]
- 2016年刘翔参加综艺节目演出，在日本街头打扮成美少女战士，扮相雷人，被网友称为“伪娘”。[42]

## 纪录
- 中国首位的男子田径奥运金牌得主。
- 110米栏史上首位集奥运会、世锦赛和世界纪录於一身的大满贯选手。
- 亚洲历史上首位直道项目的男子世界田径锦标赛冠军。
- 中华人民共和国全国运动会首位田径三连冠选手（2001年、2005年、2009年）。

## 轶事
- 刘翔与姚明共同被任为「上海形象代言人」。
- 2008年5月，他和教练一起为汶川大地震救灾，捐赠大约350万元人民币。
- 刘翔与香港著名歌手张学友互相欣赏，张学友於2008年奥运期间表示很期待刘翔的110米栏比赛[43]；而刘翔曾表示张学友是他最欣赏的歌手，从小就是听著他的歌声长大。
- 刘翔因在2004年金牌奥运大汇演与著名歌手古巨基合唱一曲《好想好想》而成為好朋友，刘翔会以基哥称呼古巨基，而古巨基亦会以阿翔称呼刘翔。[44]
- 刘翔和郎朗交情甚好，在2012年伦敦奥运赛前,双方在微博互相祝福[45]，郎朗更录下弹奏视像献奏为他助威[46]
- 仲锁贵 - 发掘刘翔成运动员的教练
- 顾宝刚 - 刘翔在区少体校时的教练
- 方水泉 - 刘翔在市少体校时的教练
- 孙海平 - 刘翔教练，现任中国国家田径队副总教练
- 冬日娜 - 以报道刘翔出名的记者，亦曾与刘翔传出绯闻[47]。

## 综艺节目
来吧冠军第二季第4集

## 外部連結
- 刘翔在World Athletics（英语）
- 刘翔在Diamond League（英语）
- 刘翔在Olympics.com（英语）
- 刘翔在Olympedia（英语）
- 刘翔在Chinese Olympic Committee (archived)（英语）
- 刘翔的新浪微博
- 刘翔全球个人官方网站
- 刘翔个人官方博客（页面存档备份，存于）
- 新浪网：刘翔零距离（页面存档备份，存于）

| 紀錄               | 紀錄                                                                      | 紀錄               |
| ------------------ | ------------------------------------------------------------------------- | ------------------ |
| 前任： 科林·杰克逊 | 男子110米栏世界纪录保持者 2006年7月11日 – 2008年6月12日                   | 繼任： 戴龙·罗伯斯 |
| 奥林匹克运动会     |                                                                           |                    |
| 前任： 无          | 中华人民共和国夏奥会代表团闭幕式旗手 · 2004年夏季奥林匹克运动会· 希腊雅典 | 繼任： 张宁        |